# Маршалска Острва на Летњим олимпијским играма 2012.
Спортисти Маршаклских Острва су били међу 204 земаље учеснице на Летњим олимпијским играма 2012. у Лондону. Ово је било друго учешће Маршалских Острва на Олимпијским играма.
Учествовало је четворо спортиста (2 мушкарца и 2. жене) у два спорта атлетици и пливању. 
Нису освојили ниједну олимпијску медаљу.
На свечаном отварању заставу Маршалских Острва носила је атлетичарка Хејли Немра, која се такмичила у трчању на 800 метара. 

## Учесници по спортовима
| Спорт     | Мушкарци | Жене | Укупно |
| --------- | -------- | ---- | ------ |
| Атлетика  | 1        | 1    | 2      |
| Пливање   | 1        | 1    | 2      |
| Укупно(2) | 2        | 2    | 4      |

## Резултати по дисциплинама

### Атлетика
Мушкарци
| Атлетичар Лини рекорд | Дисциплина | Група    | Група     | Четвртфинале     | Четвртфинале     | Полуфинале       | Полуфинале       | Финале           | Финале  | Детаљи |
| Атлетичар Лини рекорд | Дисциплина | Резултат | Место     | Резултат         | Место            | Резултат         | Место            | Резултат         | Место   | Детаљи |
| --------------------- | ---------- | -------- | --------- | ---------------- | ---------------- | ---------------- | ---------------- | ---------------- | ------- | ------ |
| Timi Garstang         | 100 м      | 12,81    | 7 у гр. 2 | Није се пласирао | Није се пласирао | Није се пласирао | Није се пласирао | Није се пласирао | 75 / 75 |        |

Жене
| Атлетичарка Лини рекорд | Дисциплина | Група    | Група     | Полуфинале       | Полуфинале       | Финале           | Финале       | Детаљи |
| Атлетичарка Лини рекорд | Дисциплина | Резултат | Место     | Резултат         | Место            | Резултат         | Место        | Детаљи |
| ----------------------- | ---------- | -------- | --------- | ---------------- | ---------------- | ---------------- | ------------ | ------ |
| Хејли Нерма             | 800 м      | 2:14,90  | 6 у гр. 2 | Није се пласирао | Није се пласирао | Није се пласирао | 34 / 49 (45) |        |

### Пливање
Мушкарци
| Пливачица Лини рекорд | Дисциплина  | Група | Група      | Полуфинале       | Полуфинале       | Финале           | Финале  | Детаљи |
| Пливачица Лини рекорд | Дисциплина  | Време | Пласман    | Време            | Пласман          | Време            | Пласман | Детаљи |
| --------------------- | ----------- | ----- | ---------- | ---------------- | ---------------- | ---------------- | ------- | ------ |
| Џордан Харис          | 100 м леђно | 26,88 | 6. у гр. 3 | Није се пласирао | Није се пласирао | Није се пласирао | 46 / 58 |        |

Жене
| Пливачица Лини рекорд | Дисциплина    | Група | Група      | Полуфинале        | Полуфинале        | Финале            | Финале      | Детаљи |
| Пливачица Лини рекорд | Дисциплина    | Време | Пласман    | Време             | Пласман           | Време             | Пласман     | Детаљи |
| --------------------- | ------------- | ----- | ---------- | ----------------- | ----------------- | ----------------- | ----------- | ------ |
| Ен-Мари Хеплер        | 50 м слободно | 26,06 | 3. у гр. 4 | Није се пласирала | Није се пласирала | Није се пласирала | 49 /73 (74) |        |